# Dave Filoni
David Filoni (Mount Lebanon, 7 de junho de 1974) é um diretor, produtor, roteirista, dublador e animador norte-americano. Ele trabalhou em diversas produções de sucesso como Avatar: A lenda de Aang, The Mandalorian, no filme e na animação Star Wars: The Clone Wars e também é produtor executivo e criador da série Star Wars Rebels em todas as suas temporadas, entregando o cargo de diretor supervisor desta série na terceira temporada para Justin Ridge enquanto aceitou se tornar o supervisor de todos os projetos da Lucasfilm Animation. Filoni também é creditado como o produtor da Web-Série Star Wars Forces of Destiny e criador da série animada, Star Wars Resistance.